# Mangue beat
Pour les articles homonymes, voir Mangue (homonymie).
Le mangue beat (aussi appelé manguebeat ou mangue) est un mouvement musical et culturel apparu dans la ville de Recife, au nord-est du Brésil, au début des années 1990.

## Terminologie
Le nom Mangue beat, qui signifie le « rythme du mangue », est une déformation du nom d'origine : Mangue bit, qui associait le Mangue à l'unité de mesure en informatique, le bit. Ainsi, les groupes et artistes prônent une musique qui est un mélange entre héritage culturel (percussions indiennes, rythmes africains, Maracatu, Ciranda...) et modernité (sons électroniques, guitares saturées, hardcore).

## Histoire
Un des événements déclencheurs de sa création est la publication d'un rapport de Washington sur la misère dans le monde qui classait Recife parmi les quatre premières villes les plus paupérisées.
Un groupe de jeunes artistes, dont Chico Science et le musicien-journaliste Fred 04, rédigent alors un texte militant : Manifesto dos homems-carangueijos (Manifeste des hommes-crabes). Le texte part du constat que la ville est construite sur ce qu'on appelle le Mangue, sorte d'interface entre l'eau et la terre qui s'apparente à un marécage, qui est décrit par les scientifiques comme l'un des environnements les plus fertiles qui soient et les plus riches en bactéries et vies microscopiques. Un grand nombre de crabes vivent de la végétation et de la faune qui y pullule.
Le Manifeste apparente cette capacité de fertilité à celle de l'imagination qu'on peut trouver dans la ville de Recife. Il montre les canaux qui traversent la ville comme des artères, bouchées par les déchets et la pollution de la société industrielle, ce qui entraine l'état déplorable d'un endroit pourtant si dynamique.
Selon Chico Science et ses acolytes, il suffit d'une impulsion électrique pour redonner vie à Recife. Cette électricité peut être produit par l'utilisation de la mixité culturelle de la région, en faisant se rencontrer les traditions séculaires et la technologie moderne.
Le groupe fondateur de ce mouvement est Nação Zumbi, dont Chico Science était le chanteur. Malgré sa mort tragique dans un accident en 1997, le groupe continue d'exister. Son nom signifie la nation Zumbi, en référence au héros révolutionnaire afro-brésilien : Zumbi dos Palmares.
D'autres artistes et groupes de la région du Pernambouc appartiennent de près ou de loin au Mangue Beat, on peut citer Mundo Livre S/A, DJ Dolores, Mestre Ambrosio avec son chanteur Siba, ou encore Cordel do Fogo Encantado. Ce mouvement a été reconnu par le célèbre chanteur brésilien Gilberto Gil comme un des événements culturels les plus importants qu'a connu le Brésil durant les dernières décennies.